# Shikra
Shikra (Tachyspiza badia) är en liten rovfågel i släktet Accipiter. Shikran finns i Sydasien och i Afrika söder om Sahara. I stora delar av Afrika är shikra den vanligaste höken man ser i savannen.

## Utseende
Shikra är en liten rovfågel med en storlek på 26–30 cm. Den har lång stjärt och korta men breda vingar. Den adulta fågeln har horisontella linjer på bröstet medan juvenilen kan ha antydan till prickar istället. Storleksmässigt är honan större. Utseendemässigt är både könen tämligen lika, men med tydliga skillnader. Hanen är mycket mörkare och gråare än honan. Hanens iris är orangeröd i olika nyanser och honans är mer gulaktig. Juvenilen har gula iris. Båda könen har gula ben.

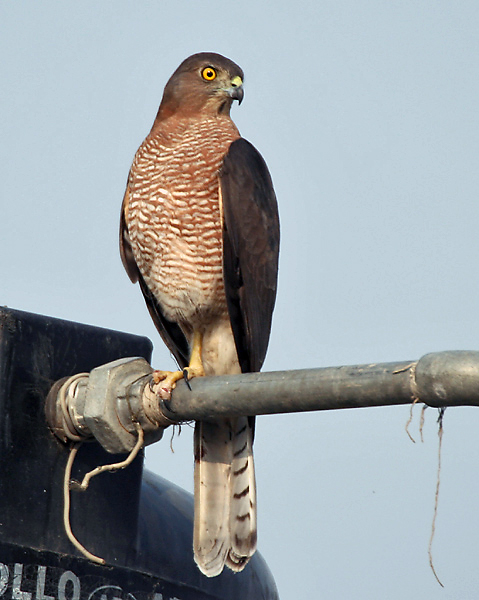
Adult hona i Hodal, Indien

## Utbredning och systematik
Shikra delas upp i sex underarter. De flesta underarterna är väldigt lika med bara några små skillnader i utseende och utbredning.
- Tachyspiza badia badia – häckar i södra Indien och i Sri Lanka
- Tachyspiza badia dussumieri – häckar runtomkring centrala Indien; större och blekare än T. badia badia
- Tachyspiza badia cenchroides – häckar i Centralasien; blekare än A. badia badia och T. badia dussumieri
- Tachyspiza badia poliopsis – häckar i östra Kina till Indokina; liknar T. badia dussumieri, fast med ett gråaktigare huvud
- Tachyspiza badia sphenura – häckar i delar av Afrika, bl.a. i Gambia och Tanzania ända till Saudiarabien; mindre och mörkare än de asiatiska arterna
- Tachyspiza badia polyzonoides – häckar i södra Tanzania till Kapprovinsen; liknar T. badia sphenura till storlek och mestadels till utseende, men har vita fläckar på vingen

### Släktestillhörighet
Arten placerades tidigare i släktet Accipiter. Genetiska studier visar dock att släktet så som det traditionellt är konstituerat är parafyletiskt, där kärrhökarna i Circus är inbäddade, men också släktena Erythrotriorchis och Megatriorchis. För att kärrhökarna ska kunna behållas i ett eget släkte delas därför Accipiter delas upp i flera mindre släkten, däriblamd Tachyspiza.

## Ekologi

### Föda
Shikra lever främst på ödlor men även i mindre utsträckning småfåglar upp till storlek av en kaja. Den tar även mindre däggdjur och fågelungar. De flesta av dess byten fångas på marken men ibland även i luften.

### Häckning
Shikra bygger sitt bo i träd på en höjd av ungefär 20–40 meter. Boet är en liten konstruktion av tunna och små pinnar som är välklädda med vegetation och liknande. Den använder inte samma bo varje år utan bygger ett nytt inför varje häckning. Det är endast honan som bygger boet. Shikrahöken lägger i genomsnitt två till fyra ägg som antingen kan vara vita med gröna fläckar eller ljusblåaktiga. Dess häckningssäsong infaller under senvåren, eller under torrperioden, beroende på geografiskt läge.

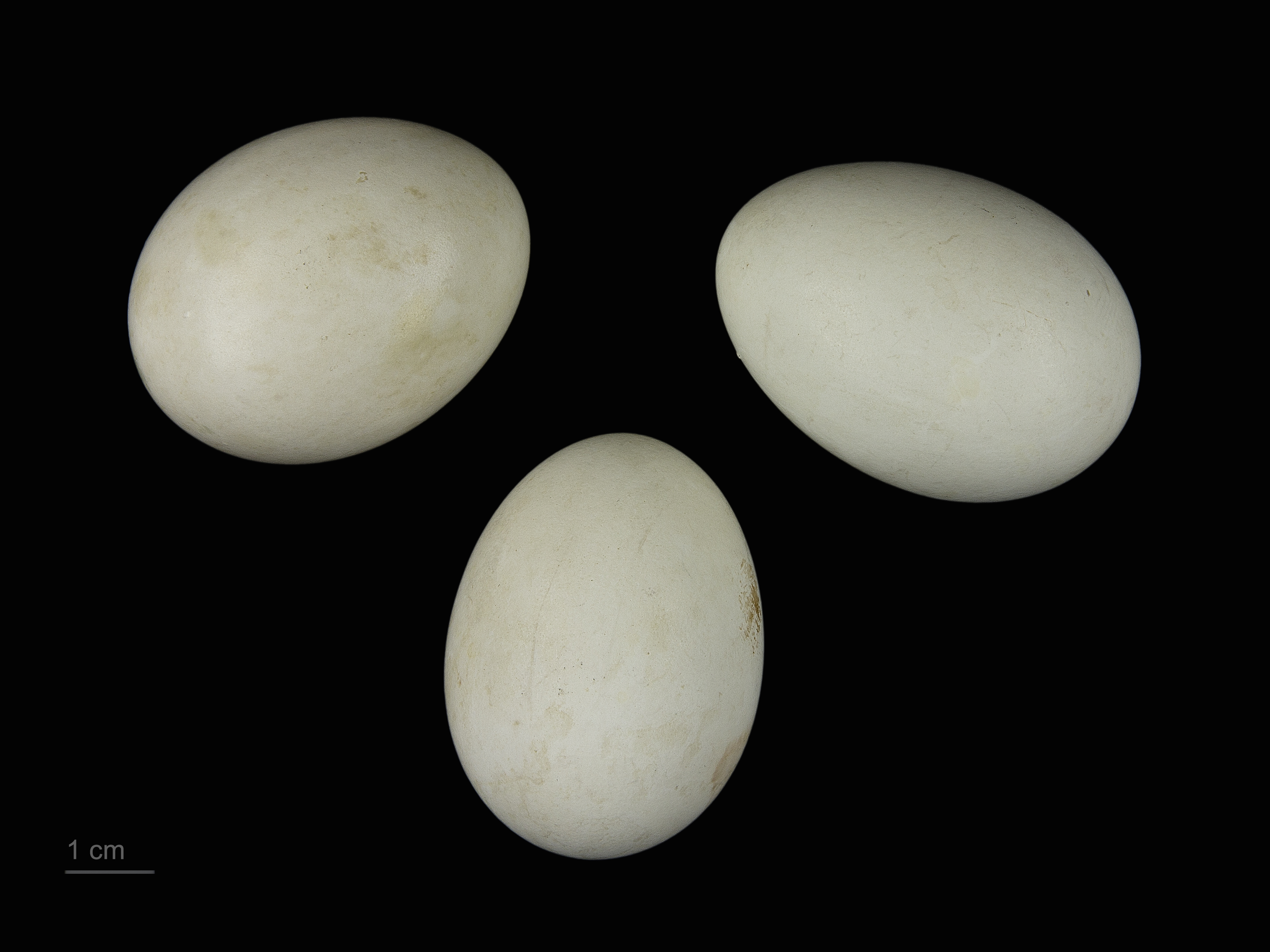
Ägg av shikra.

## Status och hot
Arten har ett stort utbredningsområde och en stor population med stabil utveckling och tros inte vara utsatt för något substantiellt hot. Utifrån dessa kriterier kategoriserar internationella naturvårdsunionen IUCN arten som livskraftig (LC). Världspopulationen uppskattas till minst 400 000 häckande par.

## I kulturen
På nöjesparken Busch Gardens i Tampa Bay har berg- och dalbanan SheiKra döpts efter fågeln. Även prickskyttegeväret Shikra Mk7 i datorspelet PRISM har döpts efter fågeln.